# Špilberk
Špilberk este o arie protejată (arie specială de conservare — SAC, sit de importanță comunitară — SCI) din Republica Cehă întinsă pe o suprafață de 0,4 ha, integral pe uscat.

## Localizare
Centrul sitului Špilberk este situat la coordonatele 49°13′08″N 16°07′37″E / 49.218889°N 16.126944°E.

## Înființare
Situl Špilberk a fost declarat sit de importanță comunitară în aprilie 2005 pentru a proteja 1 specie de plante. Situl a fost protejat și ca arie specială de conservare în august 2012.

## Biodiversitate
Situată în ecoregiunea continentală, aria protejată nu include niciun habitat protejat.
La baza desemnării sitului se află o specie protejată de  plante: sisinei (Pulsatilla grandis).